# Cavriglia
Cavriglia és un municipi situat al territori de la província d'Arezzo, a la regió de la Toscana (Itàlia).
Limita amb els municipis de Figline e Incisa Valdarno, Gaiole in Chianti, Greve in Chianti, Montevarchi, Radda in Chianti i San Giovanni Valdarno.
Pertanyen al municipi de Cavriglia les frazioni de Castelnuovo dei Sabbioni, Massa dei Sabbioni, Meleto Valdarno, Montegonzi, Neri, San Cipriano Valdarno, Santa Barbara i Vacchereccia.

## Galeria fotogràfica

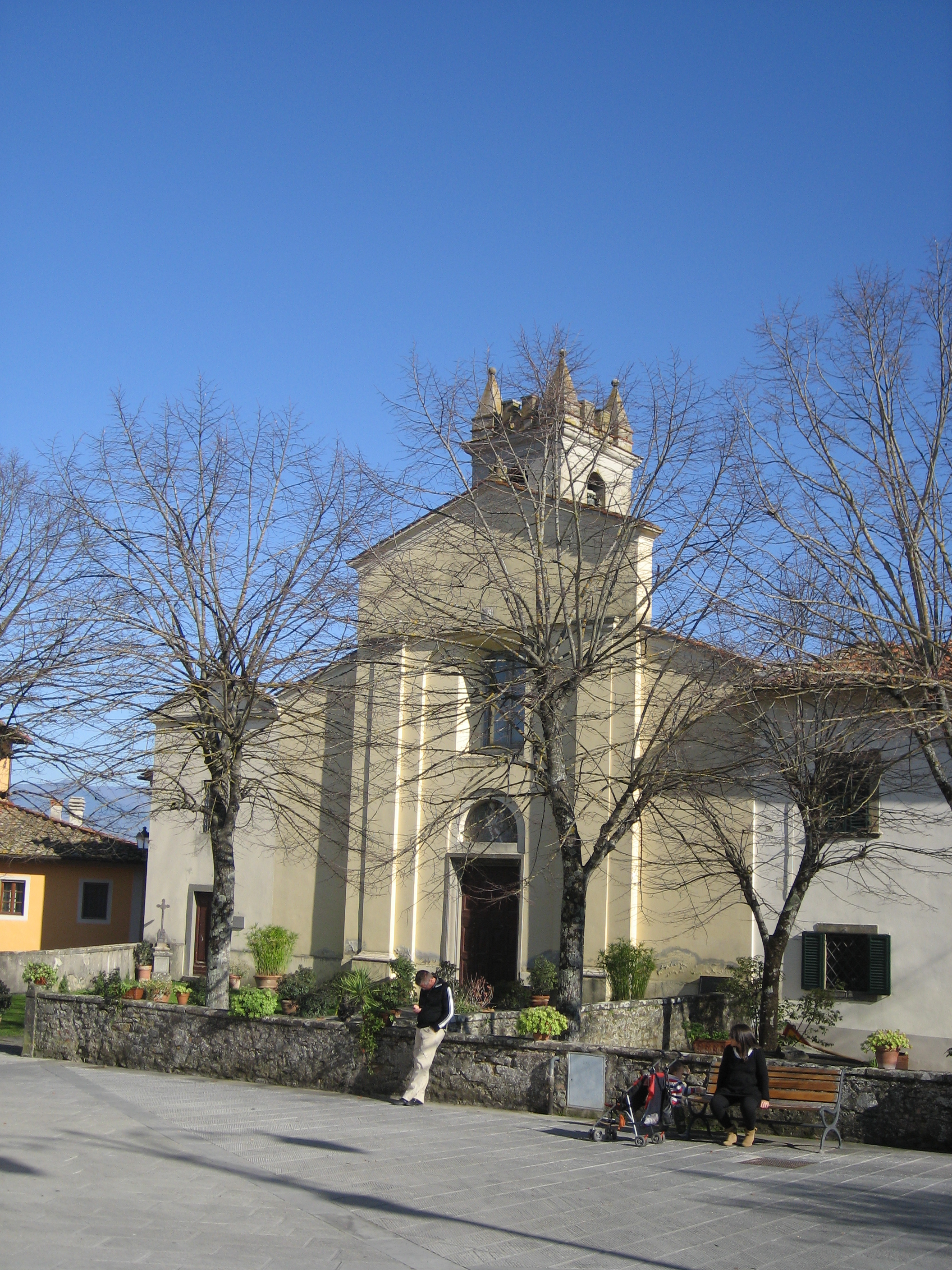
Església de St. Joan
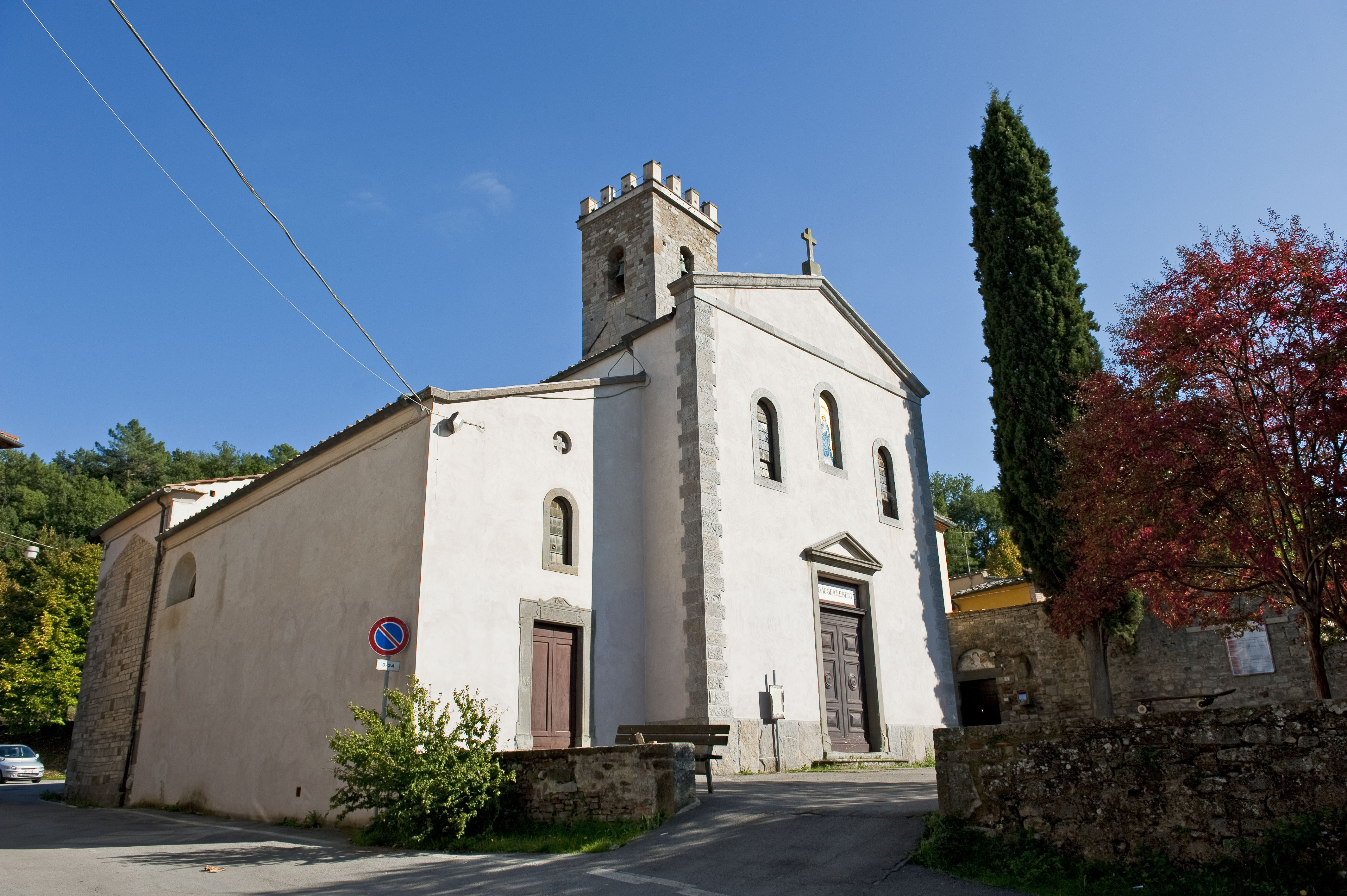
Església de Sta. Maria
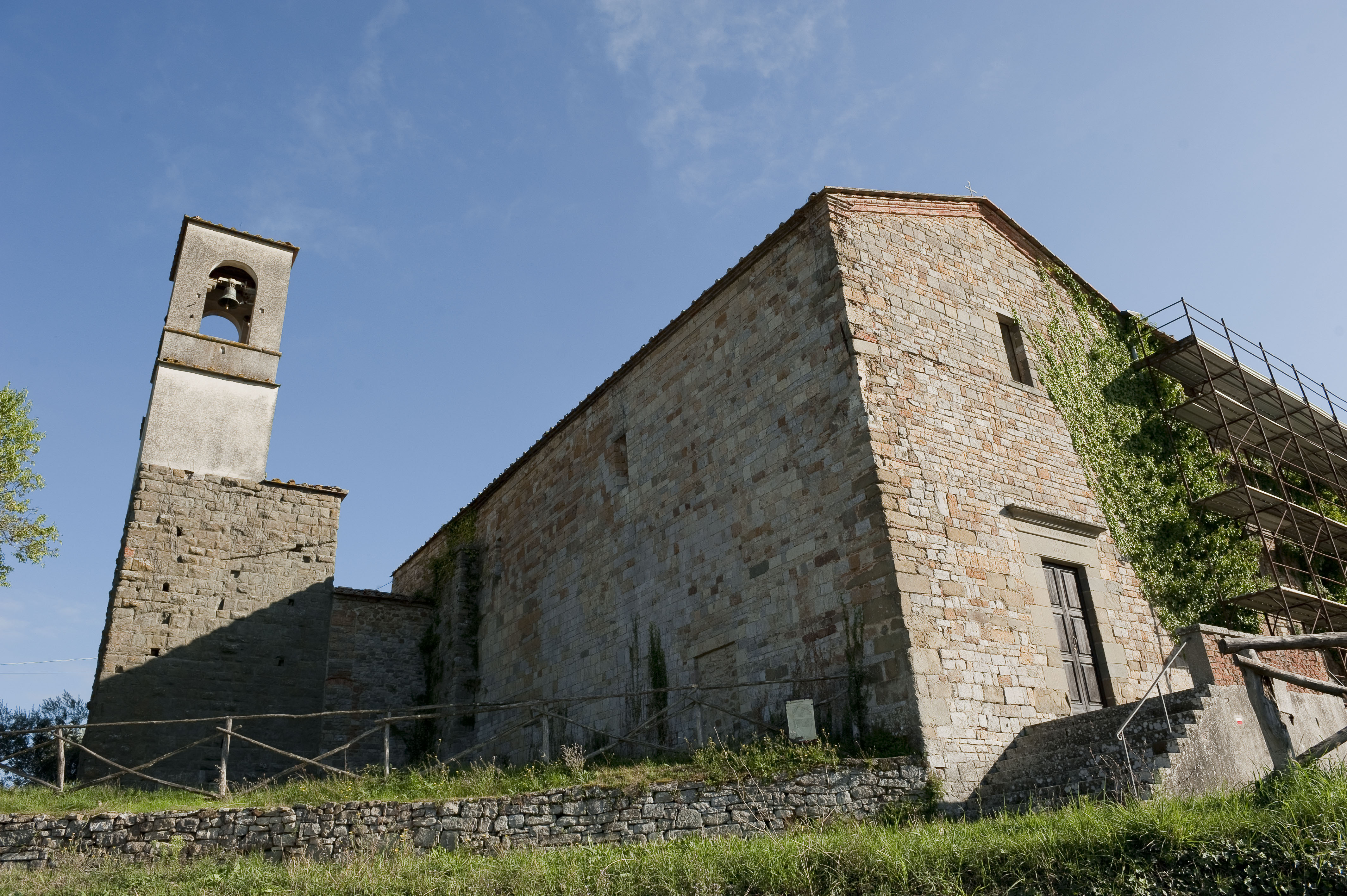
Església de St. Pancraç